# رابرت جیمز رید
رابرت جیمز رید (انگلیسی: James Reid؛ زادهٔ ۱۱ مهٔ ۱۹۹۳) خواننده، بازیگر، مدل، ترانه‌پرداز، کاراته‌کا، رقصنده و بازیگر تلویزیون اهل فیلیپین است. وی از سال ۲۰۱۰ میلادی تاکنون مشغول فعالیت بوده است.